# Uzana II
Cette page contient des caractères spéciaux ou non latins. S’ils s’affichent mal (▯, ?, etc.), consultez la page d’aide Unicode.
Uzana II (birman ဥဇနာ) est le sixième et dernier souverain du Royaume de Pinya, dans le centre de l'actuelle Birmanie (République de l'Union du Myanmar). Né en 1325, fils aîné du roi Kyawswa I († 1350), il régna après ses deux plus jeunes frères, Kyawswa II (1350–1359) et Narathu (1359-1364), sur un royaume dévasté par les shans, et seulement trois mois, entre mai et juillet 1364. Le prince Thadominbya, qui venait de renverser son beau-père Minbyauk Thihapate, roi de Sagaing, pilla Pinya et tua Uzana II. Thadominbya fonda ensuite une nouvelle capitale, Ava, et avec elle le Royaume d'Ava.